# Kill Boksoon
Kill Boksoon (hangul: 길복순) (bra: Kill Boksoon; prt: Boksoon Tem de Morrer) é um filme de ação sul-coreano de 2023 dirigido e escrito por Byun Sung-hyun, protagonizado por Jeon Do-yeon, Sol Kyung-gu, Kim Si-a, Esom e Koo Kyo-hwan. Ele estreou na Netflix em 31 de março de 2023.

## Sinopse
Gil Bok-Soon (Jeon Do-yeon) é uma assassina contratada que trabalha para a MK Ent. Muito elogiada por seus colegas, ela tem uma taxa de sucesso de 100% e é uma das poucas assassinas classificadas como "A" por sua empresa. Ela também é a mãe solteira de Jae-yeong (Kim Si-a), uma adolescente enrustida que estuda em uma escola particular de prestígio. O MK Ent. é dirigido por Cha Min-Kyu (Sol Kyung-gu) - um assassino poderoso e experiente, que tem muito respeito por Bok-Soon; e por sua irmã mais nova, Cha Min-Hee (Esom), que a despreza. Bok-Soon está sexualmente envolvida com um colega de trabalho, Han Hee-Sung (Koo Kyo-hwan) - um assassino habilidoso, cujo progresso na carreira foi frustrado por razões desconhecidas. Pouco antes de Bok-Soon renovar seu contrato, ela recebe uma tarefa delicada que ela não está disposta a cumprir.

## Elenco

### Principal
- Jeon Do-yeon como Gil Bok-soon[7][8]
  - Park Se-hyun como o Bok-soon jovem[9]

Uma mãe solteira e a melhor assassina do MK. ENT, referida como "Kill Boksoon" por especialistas da indústria.
- Sol Kyung-gu como Cha Min-kyu[8]
  - Lee Jae-wook como Min-kyu jovem[10]

CEO da MK. ENT.
- Kim Si-a como Gil Jae-yeong[11][8]

Filha de Bok-soon que não conhece a profissão de sua mãe.
- Esom como Cha Min-hee[8]

Diretor da MK. ENT e irmã mais nova de Min-kyu.
- Koo Kyo-hwan como Han Hee-seong[8]

Um assassino afiliado ao MK. ENT.

### Apoio
- Lee Yeon como Kim Yeong-ji[12]

Um membro do MK. ENT.
- Park Kwang-jae como Gwang-man
- Jang In-sub como Yoon-seok
- Choi Byung-mo como Hyun-chul
- Kim Sung-oh como Sargento Shin[10]
- Kim Ki-cheon como Soo-geun
- Gi Ju-bong como CEO Ki
- Kim Jun-bae como CEO Bae
- Jang Hyun-sung como o pai de Gil Bok-soon

### Participações especiais
- Hwang Jung-min como Shinichiro Oda / Kim Kwang-li[13]
- Yoon Kyung-ho como Diretor Yang No-soon[14]
- Kim Jae-hwa como mãe de Yoo Cheol-woo[14]

## Produção
Em 4 de janeiro de 2022, foi confirmada a produção de Kill Boksoon com o elenco composto por Jeon Do-yeon, Sol Kyung-gu, Esom e Koo Kyo-hwan. Em 7 de abril de 2022, foi divulgado que a atriz Jeon Do-yeon se machucou durante as filmagens e foi internada, mas após receber tratamento no hospital, ela teve alta e continuou as filmagens.

## Lançamento
O filme teve sua estreia mundial na seção Berlinale Special do 73º Festival Internacional de Cinema de Berlim em 18 de fevereiro de 2023. Foi lançado na Netflix em 31 de março de 2023.

## Recepção

### Resposta da crítica
No site Rotten Tomatoes, 81% das 31 análises dos críticos são positivas, com uma classificação média de 6,8/10. O consenso do site diz: "Embora seu impacto seja atenuado de alguma forma pelo comprimento sinuoso e alguns efeitos visuais cafonas, Kill Boksoon continua sendo um soco agradável no estômago para os fãs de ação."

## Prêmios e indicações
| Cerimônia de premiação | Ano  | Categoria                 | Nomeado/ Trabalho                | Resultado | Ref.   |
| ---------------------- | ---- | ------------------------- | -------------------------------- | --------- | ------ |
| Baeksang Arts Awards   | 2023 | Melhor Atriz              | Jeon Do-yeon                     | Indicado  | [ 18 ] |
| Baeksang Arts Awards   | 2023 | Melhor Atriz Coadjuvante  | Lee Yeon                         | Indicado  | [ 18 ] |
| Golden Trailer Awards  | 2023 | Melhor Pôster Estrangeiro | "Date Lançamento" (The Refinery) | Venceu    | [ 19 ] |